# 邦画プレゼン女子高生 邦キチ! 映子さん
『邦画プレゼン女子高生 邦キチ！ 映子さん』（ほうがプレゼンじょしこうせい ほうキチ えいこさん）は、服部昇大による日本の漫画作品。当初は『邦キチ！ 映子さん』のタイトルで連載されていたが、単行本の発売に伴ってサブタイトルが追加された。
ホーム社のウェブコミック配信サイト『スピネル』にて2017年12月1日より連載が開始された。同サイトの閉鎖に伴い、Season8連載中の2022年5月20日からは『COMIC OGYAAA!!』へ移籍し、2024年11月時点でSeason 13まで継続している。

## 作風
マニアックな邦画が好きな女子高生・邦キチが、部長を相手に映画についてのプレゼンを行う作品。「ビミョー」な作品の面白さを軽妙に切り取っている。
原則として、1話につき映画1作品を取り上げる。サブタイトルにある通り邦画を主に扱うが、ハリウッド映画、韓国映画、中国映画、インド映画をプレゼンした回もある。
作者の服部はもともと映画を見る方では無かったが、漫画を描いている最中に映画を流すようになり、「有名でも無名でもない作品」を大量に見るようになったことから、この作品が生まれたという。
現代では、感想を言語化し自身の主張を分かりやすく伝える力がもてはやされていると感じた服部は、作品内のプレゼンでも意図的にそのような台詞になるように心がけているという。一方で、Season7から登場したキャラクター・池ちゃんは、自身が熱中している趣味の魅力を言語化できず、邦キチの言語化力に憧れをもつキャラクターであり、それが同じく言語化できない読者の共感を呼んでいるのではと語っている。

## 登場人物
声は単行本5巻発売時のPVでの声優。
邦吉 映子（くによし えいこ）
声 - 茜屋日海夏
邦画が好きな女子高生。通称「邦キチ」。「私（わたくし）」「でありまする」といった妙な日本語をしゃべる。マニアックな邦画の知識は豊富だが、一般常識には疎い。
小谷 洋一（こたに よういち）
声 - 江口拓也
「映画について語る若人の会」の部長（部員は本人と邦キチの2人）。主に洋画が好き。それぞれの映画の好みは尊重すべきとの主義を持っているため、常人ならば途中で耐え切れずに聞くのを止める邦キチの映画プレゼンを毎回律義に聞きつつ、全力でツッコミを入れる。
東 洋洋（トン ヤンヤン）
部室が隣の「東洋电影研究部」の部長（部員は彼女のみ）。アジア映画が好き。中国人とインド人のハーフの父とフィリピン人と韓国人のハーフの母を持つ「アジアの申し子」（自称）。語尾に「アル」をつけた怪しい中国人風の日本語をしゃべる。初登場はSeason1第6話。
石破 マリア（いしば マリア）
映画系の部活としては学園内で最大の人数を誇るシネマサロン部の部員。エンタメ系映画が好き。シネマサロン部が邦キチを引き入れようとした際に聞かされた実写版デビルマンのプレゼンに感動し、邦キチを「師匠」と仰いでいる。初登場はSeason2第6話。
御影 特則（みかげ とくのり）
「特撮作品について熱く語り合う部」の部長。邦キチを部に引き込むべく、洋一と張り合う。初登場はSeason3第3話。美人の前では緊張して喋れなくなるが、邦キチは「まぁまぁ」な容姿なので平気。
駒木（こまぎ）
特撮部の女子マネージャー。部長と対等に語り合える濃い特撮オタクではあるが、なぜか部員ではなくマネージャーであることにこだわっている。眼鏡を取ると美少女なのだが、御影には気づかれていない。初登場はSeason3第3話。
早乙女 愛（さおとめ あい）
「女児アニメ部」の部長。関西弁をしゃべる。「特撮作品について熱く語り合う部」の部室を奪うべくプレゼン対決を行い、美人の前では緊張する御影を圧倒するも、小谷が親戚の子をプリキュア映画に連れて行ったときの思い出話を受けて逆に涙腺を刺激され敗北。小谷をライバルと決めつけて退場する。初登場はSeason4第11話だがそれ以降出番がなく、Season8第6話で再登場した際は「3年ぶりの登場や」とのセリフがある。
池ちゃん
映画好きの大学生。「カルチャーヘッズ」を自称しており、カルチャー系のライターを目指している。初登場はSeason7第5話。
初登場シーンでは、作者の服部も認めるほど「むかつく奴」として描かれているが、邦キチらの話を聞くと、自身の知識の無さや感想のつまらなさを素直に認め、邦キチにアドバイスを乞うなどの純粋な面が見られる。
池ちゃんのキャラクターはSNS上で大きな反響を呼び、Twitterでは、連載初登場時映画ファンにインパクトを与えたのち、再登場時に「池ちゃん」がトレンド入り、閲覧ページがアクセス過多に陥り、数時間閲覧不能になるという現象を起こした。映画ライターのヒナタカはこの反響について、前述したキャラクター性を解説し、その「ウザさ」に笑わされつつ、池ちゃんとオタク的な自身を重ね合わせ感情移入したり、彼の客観的に自分を分析する真摯な姿勢に学ばされたりと、さまざまな思いを抱く映画ファンが多いと評している。

## 作中での紹介作品
各巻末の収録タイトルは単行本書下ろし。
1巻
- 『魔女の宅急便』（実写版）
- 『DOG×POLICE 純白の絆』
- 『電人ザボーガー』
- 『ゲゲゲの鬼太郎 千年呪い歌』
- 『箱入り息子の恋』
- 『バーフバリ 伝説誕生』
- 『貞子3D』
- 『哭声/コクソン』
- 『劇場版 仮面ライダーオーズ WONDERFUL 将軍と21のコアメダル』
- 『テラフォーマーズ』
- 『クリーピー 偽りの隣人』
- 『CASSHERN』
- 『KING OF PRISM -PRIDE the HERO-』
- 『DRAGONBALL EVOLUTION』
- 『デビルマン』

2巻
- 『ルパン三世』
- 『虎影』
- 『こどもつかい』
- 『ママレード・ボーイ』
- 『ブルーハーツが聴こえる』
- 『HiGH&LOW THE MOVIE』
- 『来る』
- 『超強台風』
- 『奇跡のリンゴ』
- 『SPACE BATTLESHIP ヤマト』
- 『進撃の巨人 ATTACK ON TITAN』
- 『戦狼/ウルフ・オブ・ウォー』
- 『幻の湖』

3巻
- 『翔んで埼玉』
- 『リンキング・ラブ』
- 『ゴジラ FINAL WARS』
- 『GODZILLA』
- 『幽幻道士』
- 『ディストラクション・ベイビーズ』
- 『あしたのジョー』
- 『ドラゴンクエスト ユア・ストーリー』
- 『MONSTERZ モンスターズ』
- 『47RONIN』
- 『黒執事』
- 『映画刀剣乱舞』
- 『劇場版 仮面ライダージオウ Over Quartzer』

4巻
- 『パソコンウォーズISAMI』
- 『シティーハンター』
- 『シティーハンター THE MOVIE 史上最香のミッション』
- 『雪の華』
- 『多動力 THE MOVIE』
- 『オペレッタ狸御殿』
- 『るろうに剣心』
- 『デンデラ』
- 『劇場版 うたの☆プリンスさまっ♪ マジLOVEキングダム』
- 『ザ・キング・オブ・ファイターズ』
- 『映画 HUGっと!プリキュア♡ふたりはプリキュア オールスターズメモリーズ』
- 『HiGH&LOW THE WORST』
- 『恋空』

5巻
- 『ドカベン』
- 『今日も嫌がらせ弁当』
- 『エクストリーム・ジョブ』
- 『ジョジョの奇妙な冒険 ダイヤモンドは砕けない 第一章』
- 『喝 風太郎!!』
- 『サマーウォーズ』
- 『That's カンニング! 史上最大の作戦?』
- 『事故物件 恐い間取り』
- 『劇場版 家なき子』
- 『初恋』
- 『鍵泥棒のメソッド』
- 『女バトルコップ』

6巻
- 『ネズラ1964』
- 『スマホを落としただけなのに 囚われの殺人鬼』
- 『新世紀エヴァンゲリオン劇場版 Air/まごころを、君に』
- 『ヱヴァンゲリヲン新劇場版:Q』
- 『シン・エヴァンゲリオン劇場版』
- 『やるっきゃ騎士』
- 『パッドマン 5億人の女性を救った男』
- 『サムライマラソン』
- 『虫が演じるシェイクスピア ロミオとジュリエット』
- 『STAND BY ME ドラえもん』
- 『GAMERA1999』

7巻
- 『スパイダーマン』（東映版）
- 『新解釈・三國志』
- 『恐怖人形』
- 『無人島物語 BRQ』
- 『ベイビーわるきゅーれ』
- 『君は彼方』
- 『リョーマ! The Prince of Tennis 新生劇場版テニスの王子様』
- 『花束みたいな恋をした』
- 『映画 えんとつ町のプペル』
- 『映画クレヨンしんちゃん 嵐を呼ぶモーレツ!オトナ帝国の逆襲』

8巻
- 『モンスターハンター』
- 『大怪獣のあとしまつ』
- 『パイナルファンタジー』
- 『鋼の錬金術師』
- 『ボルケーノ・パーク』
- 『仮面ライダー THE FIRST』
- 『シン・ウルトラマン』
- 『クライングフリーセックス』
- 『マイリトルポニー: 新しい世界』

9巻
- 『ビッグマグナム 黒岩先生』
- 『呪詛』
- 『すくってごらん』
- 『西遊記』
- 『ジュブナイル』
- 『さかなのこ』
- 『HiGH&LOW THE WORST X(クロス) 』
- 『サトリア・ヒーローズ: 暗黒の逆襲』
- 『機動戦士ガンダム ククルス・ドアンの島』
- 『機動戦士ガンダム 逆襲のシャア』
- 『帰ってきたウルトラマン（DAICON FILM版）』

## 書誌情報
- 服部昇大『邦画プレゼン女子高生 邦キチ! 映子さん』ホーム社、既刊13巻（2025年6月25日現在）
  1. 『邦画プレゼン女子高生 邦キチ！ 映子さん』、2018年8月29日初版発行（8月24日発売[18]）、ISBN 978-4-8342-8487-4
  2. 『邦画プレゼン女子高生 邦キチ！ 映子さん Season2』、2019年4月30日初版発行（4月25日発売[19]）、ISBN 978-4-8342-8498-0
  3. 『邦画プレゼン女子高生 邦キチ！ 映子さん Season3』、2019年11月30日初版発行（11月25日発売[20]）、ISBN 978-4-8342-8501-7
  4. 『邦画プレゼン女子高生 邦キチ！ 映子さん Season4』、2020年6月30日初版発行（6月25日発売[21]）、ISBN 978-4-8342-8508-6
  5. 『邦画プレゼン女子高生 邦キチ！ 映子さん Season5』、2021年2月28日初版発行（2月25日発売[22]）、ISBN 978-4-8342-8512-3
  6. 『邦画プレゼン女子高生 邦キチ！ 映子さん Season6』、2021年9月29日初版発行（9月24日発売[23]）、ISBN 978-4-8342-8518-5
  7. 『邦画プレゼン女子高生 邦キチ！ 映子さん Season7』、2022年3月30日初版発行（3月25日発売[24]）、ISBN 978-4-8342-8523-9
  8. 『邦画プレゼン女子高生 邦キチ！ 映子さん Season8』、2022年9月27日初版発行（9月22日発売[25]）、ISBN 978-4-8342-8526-0
    - 読み切り「恋はインボイス」を収録[17]。

  9. 『邦画プレゼン女子高生 邦キチ！ 映子さん Season9』、2023年3月24日発売[26]、ISBN 978-4-8342-8530-7
  10. 『邦画プレゼン女子高生 邦キチ！ 映子さん Season10』、2023年10月25日発売[27]、ISBN 978-4-8342-8533-8
  11. 『邦画プレゼン女子高生 邦キチ！ 映子さん Season11』、2024年4月24日発売[28]、ISBN 978-4-8342-8536-9
  12. 『邦画プレゼン女子高生 邦キチ！ 映子さん Season12』、2024年11月25日発売[29]、ISBN 978-4-8342-8538-3
  13. 『邦画プレゼン女子高生 邦キチ！ 映子さん Season13』、2025年6月25日発売[30]、ISBN 978-4-8342-8539-0